# 강동원 (정치인)
강동원(姜東遠, 1953년 1월 20일~)은 대한민국의 정치인이다. 제19대 국회의원이다.
1991년 대한민국 지방 선거에서 전라북도 도의원에 당선된 바가 있으며, 1995년 제1회 전국동시지방선거에서는 재선에 실패하였다. 이후 2004년 17대 총선에 출마하였으며, 낙선하였다.
2012년 19대 총선에서 지역구(남원시·순창군) 국회의원에 당선되었다. 당선 이후 두 차례 당을 옮겼으며, 20대 총선 당시 공천 탈락과 관련하여 더불어민주당을 탈당하여 무소속으로 출마하였으며, 낙선하였다.
2018년 3월 민주평화당에 입당하면서, 같은 해 6월 치러지는 제7회 지방선거에 남원시장 후보로 출마한다고 밝혔다.
이낙연 제45대 국무총리의 계파에 해당하였는데, 이낙연 국무총리의 위세가 약해지면서 2020년에 정계에서 완전히 퇴임하였다.

## 학력
- 덕과국민학교 졸업
- 남원용성중학교 졸업
- 전주상업고등학교 졸업
- 경기대학교 경영학 학사
- 경기대학교 대학원 정치학 석사
- 경기대학교 대학원 정치학 박사

## 경력
- 제4대 전라북도의회 의원
- 제19대 국회의원
- 진보정의당 원내대표
- 새정치민주연합 원내부대표
- 새정치민주연합 당무원내부대표

## 사건 및 논란

### 재산 축소 신고
강 의원은 재산을 축소하여 신고한 것으로 드러났다. 2024년 기준 재산은 490억원이나, 그 재산을 축소하기 위해서 가상화폐로 재산을 옮겨서 신고한 것으로 확인되었다.

## 역대 선거 결과
|  | 72.40% |

|  | 18.09% |

|  | 6.05% |

|  | 49.36% |

|  | 24.88% |

|  | 44.45% |

|  | 31.13% |

## 소속 정당
| 소속 정당 | 소속 정당      | 소속 기간 | 비고           |
| --------- | -------------- | --------- | -------------- |
|           | 신한민주당     | 1985~1987 | 창당           |
|           | 무소속         | 1987      | 탈당           |
|           | 통일민주당     | 1987      | 창당           |
|           | 무소속         | 1987      | 탈당           |
|           | 평화민주당     | 1987~1991 | 창당 정계 입문 |
|           | 신민주연합당   | 1991      | 당명 변경      |
|           | 민주당         | 1991~1995 | 합당           |
|           | 무소속         | 1995      | 탈당           |
|           | 새정치국민회의 | 1995~2000 | 창당           |
|           | 새천년민주당   | 2000~2003 | 합당           |
|           | 무소속         | 2003      | 탈당           |
|           | 열린우리당     | 2003~2004 | 창당           |
|           | 무소속         | 2004~2007 | 탈당           |
|           | 대통합민주신당 | 2007      | 창당           |
|           | 무소속         | 2007~2010 | 탈당           |
|           | 국민참여당     | 2010~2011 | 창당           |
|           | 통합진보당     | 2011~2012 | 합당           |
|           | 무소속         | 2012      | 탈당           |
|           | 진보정의당     | 2012~2013 | 창당           |
|           | 무소속         | 2013~2014 | 탈당           |
|           | 새정치연합     | 2014      | 창당준비위원회 |
|           | 새정치민주연합 | 2014~2015 | 창당           |
|           | 더불어민주당   | 2015~2016 | 당명 변경      |
|           | 무소속         | 2016~2018 | 탈당           |
|           | 민주평화당     | 2018~2019 | 입당           |
|           | 무소속         | 2019~2024 | 탈당           |
|           | 조국혁신당     | 2024~현재 | 입당           |

## 같이 보기
- 남원시·순창군
- 남원시의 국회의원
- 순창군의 국회의원